# Povel Povelsen
Povel Povelsen (26. april 1791 i Sorø – 14. april 1850 i København) var en dansk rentekammerkommitteret og politiker.
Han var søn af købmand Christian Povelsen (1768-1818) og Christine Sophie Buchwald, født Cruse (1764-1838). Han blev 1809 student (privat dimitteret) og 1814 juridisk kandidat, kort efter kopist i Rentekammeret, 1817 fuldmægtig og 1828 chef for et revisionskontor. Han fik 1834 det hverv at foretage kasseeftersyn hos oppebørselsbetjente og blev 1841 kommitteret ved revisionsvæsenet, men tog afsked 1845, da L.C. Brinck-Seidelin blev foretrukket ved udnævnelsen til generaldecisor. Derimod var han 1840-48 medlem af Matrikelkomiteen og blev 1849 udnævnt til amtsforvalter i Roskilde. Han blev kammerråd 1829, justitsråd 1840, og siden 1841 var han etatsråd.
Som formand for Frederiksberg Sogneforstanderskab 1842-43 og medlem af Københavns Amtsråd 1842-44 samvirkede han med Balthazar Christensen og J.C. Drewsen; var ligeledes 1843 medstifter af den oppositionelle Landkommunalforening for Københavns Amt og 1846 af Bondevennernes Selskab og medlem af begges bestyrelser samt 1848 en af lederne for Hippodrommøderne. Han søgte 1848 forgæves valg til Den Grundlovgivende Rigsforsamling imod C.C. Hall, men blev ved det første valg 4. december 1849 valgt til Folketinget i Kalundborgkredsen, hvor valget gav anledning til grove optøjer. Sygdom hindrede ham dog både fra at deltage i Rigsdagens forhandlinger og overtage sit nye embede; han døde 14. april 1850.
2. maj 1819 havde han i Holmens Kirke ægtet Ulrikke Christiane Ludvigsen (29. december 1796 i Vordingborg - 21. juli 1871 i København), datter af ritmester Ludvig Ludvigsen (1763-1813) og Marie født Hersom.